# Hollywood Pictures (Filmstudio)
Hollywood Pictures war ein 1990 gegründetes Filmstudio der Walt Disney Motion Pictures Group, die zur Walt Disney Company gehört. Es bestand bis 2007.

## Geschichte
Michael Eisner gründete Hollywood Pictures 1990, um einerseits den jährlichen Spielfilm-Output des Disney-Konzerns zu erhöhen, andererseits um die Produzenten David Hoberman und Ricardo Mestres zu trennen, die sich unter Touchstone Pictures einen kreativen Wettstreit lieferten. Mestres erhielt den Vorsitzposten bei Hollywood Pictures, Hoberman den bei Walt Disney Pictures und Touchstone.
Der erste Film unter dem neuen Label war Arachnophobia aus dem Jahr 1990, der erste echte Horrorthriller aus den Disney Studios. Bislang scheuten Eisner und Wells die hohen Produktionskosten solcher Filme. In den folgenden Jahren produzierte Hollywood Pictures verschiedene Filme für ein hauptsächlich erwachsenes Publikum sowie einige Filme für die Zielgruppe der Jugendlichen. Die stilistischen Unterschiede zwischen Hollywood Pictures und Touchstone waren nicht sonderlich gravierend und ließen sich nur auf die Vorsitzenden der jeweiligen Studios zurückführen und nicht auf eine Absicht der Konzernleitung, die den Studios bestimmte Richtungen vorschrieb.
Doch im Gegensatz zu Touchstone erwies sich Hollywood Pictures als nicht ganz so erfolgreich. Neben Publikumsrennern wie The Rock – Fels der Entscheidung (1996) und hochgelobten Filmen wie Quiz Show (1994) fanden viele Produktionen kein Massenpublikum und enttäuschten auch die Kritiker.
Aufgrund dessen und der Tatsache, dass sich der Konzern dazu entschied wieder weniger Filme zu produzieren, schraubte man Hollywood Pictures wieder zurück und brachte das Management zu Walt Disney Pictures.
Bis einschließlich 2001 produzierte Hollywood Pictures 83 Filme, darunter The Sixth Sense (1999). Der für lange Zeit letzte Film des Studios war Just Visiting – Mit Vollgas in die Zukunft im Jahr 2001, dann stellte man das Label ein. Dennoch blieb die Marke zunächst erhalten. Die Dimension-Films-Produktion Below erschien in manchen Ländern unter dem Logo von Hollywood Pictures und mit Stay Alive erschien 2006 der erste neue Hollywood-Pictures-Film seit fünf Jahren. Bei zufriedenstellendem Erfolg sollte Hollywood Pictures zu einem kleinen, so genannten Genre-Studio ausgebaut werden, das Filme produziert, die kein großes Mainstreampublikum ansprechen, sondern nur Fans des jeweiligen Genres. Aufgrund des niedrigen Einspielergebnisses von Stay Alive wich man zunächst von dem Plan ab, jedoch gab man Hollywood Pictures eine neue Chance, indem man die Touchstone-Produktionen Die Fährte des Grauens und Unsichtbar – Zwischen zwei Welten das Studio wechseln ließ. Nach dem kommerziellen Misserfolg beider Filme schloss Disney das Studio im April 2007.

## Produktionen
- 1990: Arachnophobia
- 1990: Filofax – Ich bin du und du bist nichts
- 1991: Run – Lauf um Dein Leben
- 1991: Die blonde Versuchung
- 1991: Selbstjustiz – Ein Cop zwischen Liebe und Gesetz
- 1991: V.I. Warshawski
- 1992: Die Hand an der Wiege
- 1992: Irren ist mörderisch
- 1992: Medicine Man – Die letzten Tage von Eden
- 1992: Sag's offen, Shirlee
- 1992: Ein verrückter Leichenschmaus
- 1992: Steinzeit Junior
- 1992: Sanfte Augen lügen nicht
- 1992: Sarafina!
- 1992: Gewagtes Spiel
- 1992: Ein ehrenwerter Gentleman
- 1993: Aspen Extreme
- 1993: Swing Kids
- 1993: Blondinen küßt man nicht
- 1993: Blood in Blood Out – Verschworen auf Leben und Tod
- 1993: Super Mario Bros.
- 1993: Jenseits der Unschuld
- 1993: Schwiegersohn Junior
- 1993: Der Kidnapper
- 1993: Töchter des Himmels
- 1993: Money for Nothing
- 1993: Tombstone
- 1994: Der Sprung nach oben
- 1994: Angie
- 1994: Holy Days
- 1994: Roommates
- 1994: In the Army now – Die Trottel der Kompanie
- 1994: Color of Night
- 1994: Ferien total verrückt
- 1994: Tödliche Geschwindigkeit
- 1994: Quiz Show
- 1994: Puppet Masters
- 1994: Santa Clause – Eine schöne Bescherung (in Zusammenarbeit mit Walt Disney Pictures)
- 1994: Mr. Cool
- 1995: Champions of the World
- 1995: Der Hausgast
- 1995: Miami Rhapsody
- 1995: Familien-Bande
- 1995: Funny Bones
- 1995: Während du schliefst
- 1995: Burning Love
- 1995: Crimson Tide – In tiefster Gefahr
- 1995: Judge Dredd
- 1995: Dangerous Minds
- 1995: Blood Line – Eine verhängnisvolle Verbindung
- 1995: Entfesselte Helden
- 1995: Dead Presidents
- 1995: Der scharlachrote Buchstabe
- 1995: Powder
- 1995: Nixon
- 1995: Mr. Holland’s Opus
- 1996: White Squall – Reißende Strömung
- 1996: Davor und danach – Nichts ist, wie es war
- 1996: Das große Basketball-Kidnapping
- 1996: Agent 00
- 1996: Eddie
- 1996: The Rock – Fels der Entscheidung
- 1996: Jack
- 1996: Tödliche Verschwörung
- 1996: Wer ist Mr. Cutty?
- 1996: Evita
- 1997: Steve Prefontaine – Der Langstreckenläufer
- 1997: Verschwörung im Schatten
- 1997: Grosse Pointe Blank
- 1997: Der 100.000 $ Fisch
- 1997: Die Akte Jane
- 1997: Die Erbin vom Washington Square
- 1997: Verborgenes Feuer
- 1997: Fahr zur Hölle Hollywood
- 1997: American Werewolf in Paris
- 1998: Octalus
- 1998: Simon Birch
- 1999: Breakfast of Champions – Frühstück für Helden
- 1999: The Sixth Sense
- 1999: Mystery – New York: Ein Spiel um die Ehre
- 2000: Ein Herz und eine Kanone
- 2000: Traumpaare
- 2001: Just Visiting
- 2006: Stay Alive
- 2007: Die Fährte des Grauens (Primeval)
- 2007: Unsichtbar – Zwischen zwei Welten